# جورج ك. جيمس
جورج ك. جيمس (بالإنجليزية: George K. James)‏ هو لاعب كرة قاعدة أمريكي، ولد في 1904 في Lower Allen, Pennsylvania ‏ في الولايات المتحدة، وتوفي في 9 يناير 1994.